# 后经验品
后经验品（Post-experience good），也称信用品（Credence good），在经济学中，是指一类产品或服务的特征很难被消费者观察判断，即使在开始消费后的短期内。比如维生素片、教育等。
根据飞利浦·尼尔森（Phillip Jacob Nelson）的分类学，其与搜寻品（Search good）、经验品（Experience good）相区别，此类区分可以从理论上根据商品的特征，反映出信息不对称和市场的失灵，也可以部分解释自然垄断的形成。

## 延伸阅读
- Luis M. B. Cabral: Introduction to Industrial Organisation, Massachusetts Institute of Technology Press, 2000, page 223. ISBN 0-262-03286-4
- Philip Nelson, "Information and Consumer Behavior", 78 Journal of Political Economy 311, 312 (1970).